# جيمس أوتيس
جيمس أوتيس (بالإنجليزية: James Otis)‏ هو ممثل أمريكي، ولد في 10 يونيو 1943 بستامفورد في الولايات المتحدة.

## أعمال

### أفلام
- (2006) العظمة
- (2006) داليا السوداء[2]

### مسلسلات
- عقول إجرامية
- كولد كيس

## وصلات خارجية
- جيمس أوتيس على موقع IMDb (الإنجليزية)
- جيمس أوتيس على موقع ألو سيني (الفرنسية)
- جيمس أوتيس على موقع أول موفي (الإنجليزية)
- جيمس أوتيس على موقع قاعدة بيانات الفيلم (الإنجليزية)
- جيمس أوتيس على موقع كينوبويسك (الروسية)